# Pim de la Parra

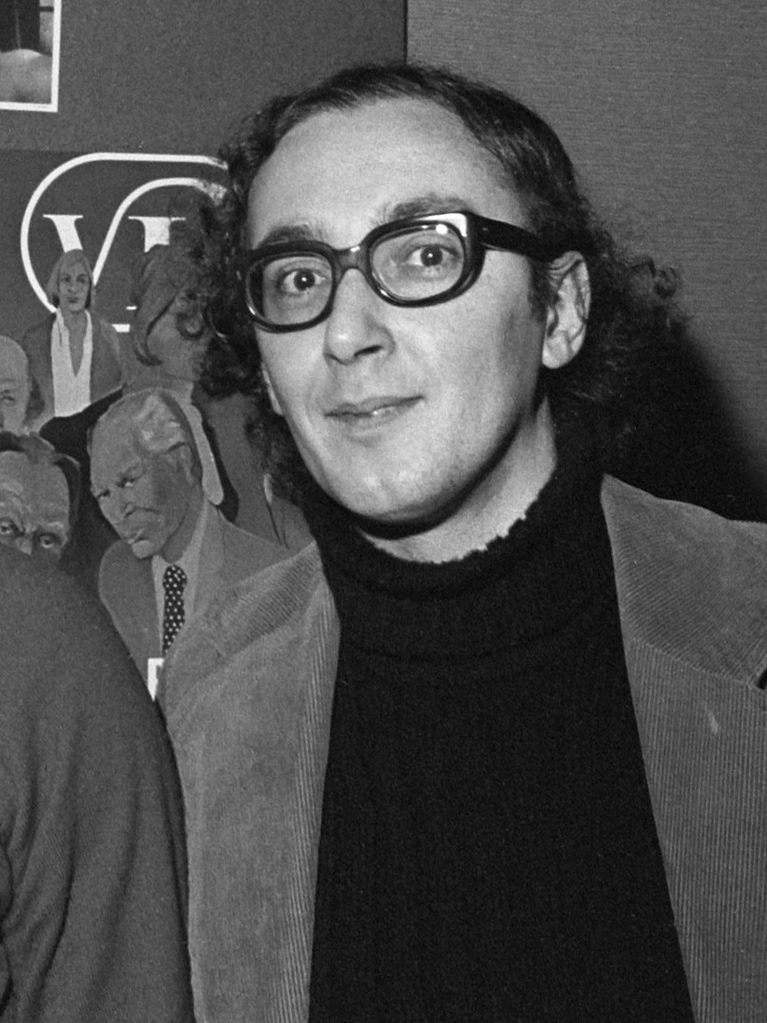
Pim de la Parra (1972)

Pim de la Parra (* 5. Januar 1940 in Paramaribo, Suriname; † 6. September 2024 ebenda) war ein surinamisch-niederländischer Filmregisseur, Produzent und Drehbuchautor.

## Leben und Wirken
De la Parra wuchs in Paramaribo auf und besuchte nach seiner Schulzeit die Niederländische Filmakademie in Amsterdam. Noch während seiner Studienzeit war er 1963 Mitgründer des Filmmagazins Skoop. Zu der Redaktion gehörte auch Wim Verstappen, mit dem er zwischen 1965 und 1976 unter dem Firmennamen Scorpio Films, Filme drehte und produzierte. Das Duo wurde als Pim & Wim bekannt.
Nach einigen Kurzfilmen begann er seine Karriere als internationaler Regisseur mit Obsessions (1969), bei dem Martin Scorsese Co-Autor war. Der große Durchbruch von Pim & Wim gelang 1971 mit dem erotischen Film Blue Movie, der mehr als zwei Millionen Menschen anzog und noch immer zu den Top 5 der meistbesuchten niederländischen Filme zählt. Es folgten Frank und Eva (1973), Alicia (1974), Dakota (1975) und Mijn Nachten met Susan, Olga, Albert, Julie, Piet & Sandra (1975). Diese vier Filme bilden eine erotische Tetralogie.
Wan Pipel (Sranan: Ein Volk) war in 1976 der erste Spielfilm, der überwiegend in Suriname gedreht wurde, nachdem das Land 1975 unabhängig geworden war. Wegen der viel zu hohen Produktionskosten geriet Scorpio Films jedoch in eine finanziellen Notlage und ging in die Insolvenz.
Pim de la Parra debütierte 1978 als Autor mit seinem Buch: Prins Pim, overdenkingen van een levensgenieter.
Anfang der 1980er Jahre zog er nach Aruba, und zurück in den Niederlanden feierte er 1985 mit dem Film Paul Chevrolet en de ultieme hallucinatie sein Comeback. Der Film erhielt große Anerkennung und wurde für das Hauptprogramm der Berliner Filmfestspiele ausgewählt.
1988 begann er mit seinen sogenannten Minimalfilmen. Der erste davon war Lost in Amsterdam.
Im Jahr 1996 kehrte er nach Suriname zurück, wo er 2005 die Surinaamse Filmacademie gründete und Kolumnen für die Tageszeitung De Ware Tijd und das Monatsmagazin Parbode schrieb.
De la Parra starb am 6. September 2024 im Alter von 84 Jahren in seinem Geburtsort Paramaribo.

## Ehrungen

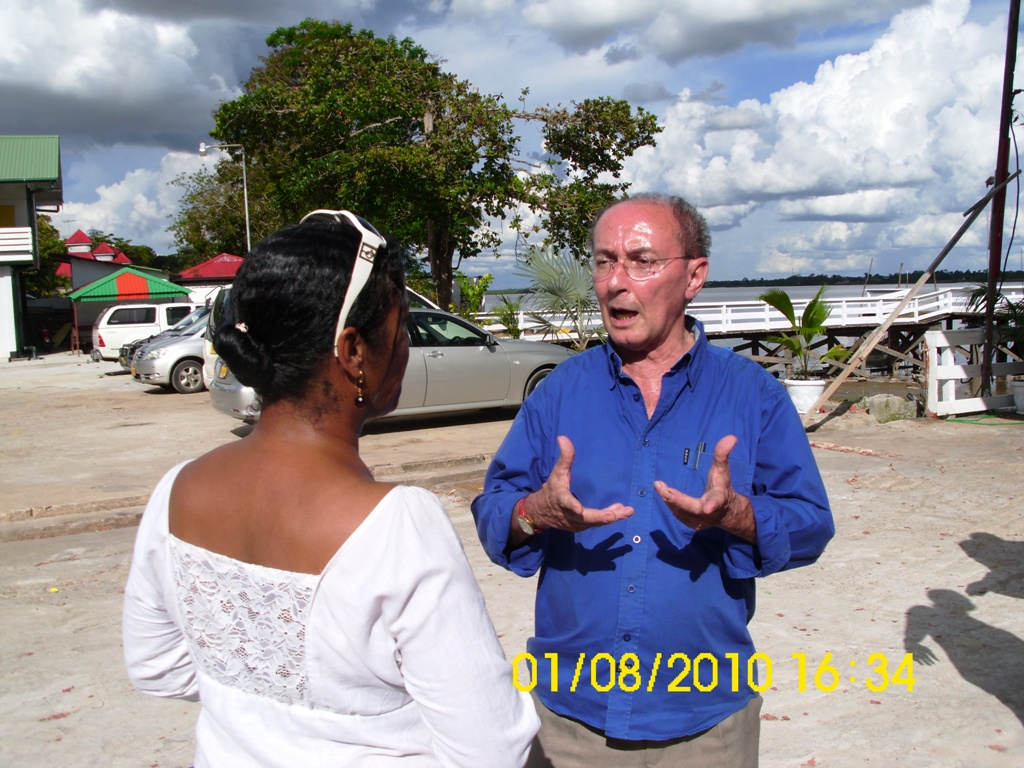
Pim de la Parra, Paramaribo, Waterkant. Die Aufnahme entstand kurz vor der Premiere der neuen, vollständig restaurierten Version von Wan Pipel im TBL Cinemas in Paramaribo am 4. August 2010.

„Enfant terrible“ De la Parra erhielt 1991 für sein Gesamtwerk den Sonderpreis der Jury des Utrechter Filmfestivals.
2008 erhielt er die Goldenes Kalb Auszeichnung des Niederländischen Filmfestivals.
Im Juni 2019 veranstaltete das Eye Filmmuseum in Amsterdam eine Retrospektive seines Schaffens, bei der neben einer Auswahl seiner Filme auch restaurierte Versionen von Obsessions und Wan Pipel gezeigt wurden.
Im Jahr 2021 wurde er vom Präsidenten von Suriname zum Offizier des Ehrenordens des Gelben Sterns ernannt.
Die Trauerfeierlichkeiten und das Begräbnis mit militärischen Ehren fand am 13. September 2024 in Paramaribo statt.

## Filmografie
- 1965: Jongens, jongens wat een meid
- 1966: Joszef Katùs
- 1967: Tag der offenen Tür (Fernsehfilm)
- 1969: Obsessions (Bezeten, Het Gat in de Muur)
- 1970: Rubia’s Jungle
- 1971: Blue Movie
- 1972: De inbreker
- 1972: Tatort: Kressin und die Frau des Malers (Filmreihe)
- 1973: Frank und Eva (Frank en Eva)
- 1975: Mijn Nachten met Susan, Olga, Albert, Julie, Piet & Sandra
- 1976: Liebe in Suriname (Wan Pipel)
- 1985: Paul Chevrolet en de ultieme hallucinatie
- 1986: Als in een Roes
- 1987: Odyssée d’Amour
- 1989: Lost in Amsterdam
- 1990: De nacht van de wilde ezels
- 1990: Let the Music Dance
- 1993: Dagboek van een zwakke yogi
- 1996: Dream of a Shadow
- 2006: Ala di
- 2007: Het geheim van de Saramacca rivier